# Odette Ferreira
Maria Odette Santos Ferreira (* 4. Juni 1925 in Lissabon; † 7. Oktober 2018) war eine portugiesische Professorin der Mikrobiologie, welche eine wichtige Rolle in der HIV-Forschung spielte.

## Frühes Leben
Maria Odette Santos Ferreira wurde 1925 in Lissabon geboren. Ihr Großvater war der Eigentümer der ersten Apotheke der Insel Bolama in Guinea-Bissau, ihr Vater arbeitete dort als Beamter. Ferreira zog mit drei Monaten nach Guinea und kehrte mit 10 Jahren zurück nach Portugal, um dort das Colégio Moderno zu besuchen.

## Bildung
Nachdem Odette Ferreira ihr Bachelor-Studium abgeschlossen hatte, musste sie ihre weitere akademische Bildung vertagen. Die Pharmazeutische Fakultät der Universität Lissabon war seit 1932 geschlossen, und das einzige andere Institut, welches ein Studium der Pharmazie anbot, befand sich in Porto. Ferreiras Vater verbot ihr allerdings, alleine in Porto zu studieren. Im Jahr 1968 wurde die pharmazeutische Fakultät in Lissabon wieder eröffnet, womit es Ferreira nun endlich möglich war, ihr Studium wieder aufzunehmen, und 1970 erfolgreich abzuschließen. Daraufhin wurde sie zur Assistenzprofessorin an der Universität Lissabon, wo sie zuständig war für den praktischen Unterricht in der Mikrobiologie, Bakteriologie und Virologie. Kurz darauf wurde sie eingeladen, ein dreimonatiges Praktikum am Institut Pasteur in Paris zu absolvieren. Nach Abschluss des Praktikums, im Laufe dessen sie auf die Techniken zur Identifizierung des AIDS-Virus aufmerksam gemacht worden war, begann sie ihre Promotion zum Thema Nosokomiale Infektion und promovierte 1077 an der Universität Paris-Süd.

## Karriere
In den 1970er Jahren begann Ferreira mit dem Pasteur-Institut zusammenzuarbeiten, um eine epidemiologische Studie über Krankenhausinfektionen durchzuführen, die durch den in Krankenhäusern in Lissabon beobachteten Pseudomonas aeruginosa verursacht wurden. Ihre Studien führten zur Identifikation portugiesischer Lysotypen, die zuvor nicht kategorisiert waren. Nach der Nelkenrevolution (25. April 1974), in der die autoritäre Regierung Estado Novo gestürzt wurde, nahm sie verschiedene Rollen bei der Umstrukturierung der Universität von Lissabon als Mitglied des Verwaltungsrates und des pädagogischen Rates, ein.
In den 1980er Jahren arbeitete Ferreira kontinuierlich mit dem Pasteur-Institut zusammen, wo sie Erkennungstechniken für das HIV-1 Lymphadenopathie-assoziierte Virus (LAV) entwickelte, einen der ätiologischen Erreger von HIV. Sie war für die Diagnose der ersten AIDS-Fälle in Portugal verantwortlich, einschließlich des Falles von António Variações, eines berühmten portugiesischen Sängers. Im September 1985 flog sie mit Reagenzgläsern im Mantel von Lissabon nach Paris. Sie hielt sie nahe an ihrem Körper, um das Blut auf Körpertemperatur zu halten, was notwendig ist, um die Stabilität der Proben aufrechtzuerhalten. Das Blut stammte von einem Patienten aus Guinea-Bissau, der in das Egas Moniz Krankenhaus in Lissabon eingeliefert worden war. Es war bekannt, dass Menschen in Guinea-Bissau AIDS hatten, aber Forscher konnten keine Antikörper gegen HIV-1 in ihrem Blut finden. Die Forschungen, die sie am Pasteur-Institut mit den Nobelpreisträgern Françoise Barré-Sinoussi und Luc Montagnier in den folgenden zwei Wochen durchführte, gipfelten in der Identifizierung eines neuen AIDS-Virus, HIV-2, und ebneten den Weg für vergleichende Studien zwischen HIV-1 und HIV-2.
Ab diesem Zeitpunkt konzentrierte sich ihre gesamte wissenschaftliche Tätigkeit auf die Untersuchung der HIV/AIDS-Infektion, insbesondere auf das weniger virulente HIV-2. Ihre Entdeckung von HIV-2, seiner Epidemiologie und Diagnose, die in Zusammenarbeit mit dem Pasteur-Institut und mit José Luís Champalimaud vom Egas Moniz Hospital gemacht wurde, revolutionierte die Welt der serologischen Diagnose und half der „Retrovirus and Associated Infections Unit“ ((CPM)-RIA) an der Universität von Lissabon, wichtige Forschungslinien im Bereich der Retroviren zu erweitern und zu konzentrieren. Nach dieser Entdeckung wurden Ferreira und Champalimaud eingeladen, Berater des AIDS-Programms der Weltgesundheitsorganisation (WHO) zu werden.
Ferreira wurde 1986 Professorin für Mikrobiologie an der Universität von Lissabon und spielte eine wichtige Rolle bei der Schaffung des Mikrobiologielabors der Universität. 1992 wurde sie zur Koordinatorin des portugiesischen Nationalprogramms zur Bekämpfung von AIDS ernannt, eine Position, die sie bis 2000 innehatte. Unter ihr wurde das Projekt „Sag Nein zu einer gebrauchten Spritze“ eingeführt. Aufgrund einer Partnerschaft zwischen dem Gesundheitsministerium und dem Nationalen Verband der Apotheken wurde dieses Projekt gleichzeitig in ganz Portugal in rund 2500 Apotheken entwickelt. Durch das Sammeln von 43 Millionen gebrauchten Spritzen zwischen 1993 und 2008 konnte das Risiko einer intravenösen Übertragung von HIV und anderen übertragbaren Krankheiten (Hepatitis B und Hepatitis C) auf Drogenabhängige erfolgreich verringert werden. Weitere Projekte mit erheblichen Auswirkungen waren die Einrichtung anonymer und kostenloser Screening-Zentren und die Einrichtung eines Zentrums in Lissabon, um Sexarbeiterinnen zu beraten, zu analysieren, zu konsultieren und zu schützen.
Die Arbeit des nationalen Programms hat schätzungsweise mehrere tausend Menschenleben gerettet. Ferreira besuchte Drogenabhängige und Prostituierte und machte sie auf die Notwendigkeit aufmerksam, Spritzen auszutauschen und Kondome zu benutzen. Sie protestierte gegen die „Dummheit der Angst“ und zögerte nicht, HIV-positive Menschen zu umarmen und zu küssen, selbst wenn sie persönlich von Menschen geächtet wurde, die glaubten, dass sich das AIDS-Virus wie eine Influenza verbreitet. Sie förderte mehrere vom Solidaritätsprojekt der Santa Casa da Misericórdia de Lisboa koordinierte häusliche Unterstützungsdienste und den Bau einer Residenz zur Unterstützung von AIDS-Patienten durch Palliativversorgung (Residência Madre Teresa de Calcutá).

## Auszeichnungen
1975 ernannte die französische Regierung Ferreira für ihre Rolle bei der Stärkung der wissenschaftlichen Zusammenarbeit zwischen Portugal und Frankreich zum Chevalier des Ordre des Palmes Académiques, und 1987 wurde sie für ihre Arbeit im Bereich HIV zum Ritter der Ehrenlegion ernannt. In Portugal wurde sie 1988 zur Kommandeurin des Ordens des heiligen Jakob vom Schwert ernannt. Das Ministerium für Wissenschaft, Technologie und Hochschulbildung (MCTES) verlieh ihr 2016 die Verdienstmedaille für ihren „wertvollen und außergewöhnlichen Beitrag zur Entwicklung der Wissenschaft oder der wissenschaftlichen Kultur in Portugal“. Der Orden der Apotheker (Ordem dos Farmacêuticos) würdigte ihre Leistungen, indem er ihr die Ehrenmedaille und 2012 die Goldmedaille verlieh. Im Jahr 2010 hat der Orden der Apotheker einen wissenschaftlichen Forschungspreis ins Leben gerufen, der als „Wissenschaftlicher Forschungspreis Professor Maria Odette Santos-Ferreira“ ausgezeichnet wurde. Eine Auszeichnung, die sie besonders freute, war die Verwendung ihres Namens für einen Konferenzraum an der Fakultät für Pharmazie.
Odette Ferreira starb am 7. Oktober 2018. Sie schenkte ihr professionelles Anwesen dem Lissaboner Apothekenmuseum. Eine Ausstellung ihrer Arbeiten war mit ihrer Teilnahme zum Zeitpunkt ihres Todes in Vorbereitung und fand ab dem 21. Februar 2019 im Museum statt.